# Leon Sacks

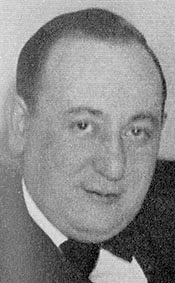
Leon Sacks

Leon Sacks (* 7. Oktober 1902 in Philadelphia, Pennsylvania; † 11. März 1972 ebenda) war ein US-amerikanischer Politiker. Zwischen 1937 und 1943 vertrat er den Bundesstaat Pennsylvania im US-Repräsentantenhaus.

## Werdegang
Leon Sacks besuchte die öffentlichen Schulen seiner Heimat und danach die Wharton School, die zur University of Pennsylvania gehört. Nach einem anschließenden Jurastudium an dieser Universität und seiner 1926 erfolgten Zulassung als Rechtsanwalt begann er in Philadelphia in diesem Beruf zu arbeiten. Zwischen 1935 und 1937 war er stellvertretender Attorney General von Pennsylvania. Gleichzeitig schlug er als Mitglied der Demokratischen Partei eine politische Laufbahn ein. Von 1936 bis 1942 gehörte er dem Staatsvorstand seiner Partei an.
Bei den Kongresswahlen des Jahres 1936 wurde Sacks im ersten Wahlbezirk von Pennsylvania in das US-Repräsentantenhaus in Washington, D.C. gewählt, wo er am 3. Januar 1937 die Nachfolge des Republikaners Harry C. Ransley antrat. Nach zwei Wiederwahlen konnte er bis zum 3. Januar 1943 drei Legislaturperioden im Kongress absolvieren. Bis 1941 wurden dort die letzten der New-Deal-Gesetze der Roosevelt-Regierung verabschiedet. Seit 1941 war auch die Arbeit des Kongresses von den Ereignissen des Zweiten Weltkrieges geprägt. Im Jahr 1942 wurde Leon Sacks nicht wiedergewählt.
Während des Zweiten Weltkrieges diente Sacks als Oberstleutnant zwischen 1943 und 1946 in einem Ausbildungslager des Fliegerkorps der US Army. Danach praktizierte er wieder als Anwalt. Von 1959 bis 1969 war er Mitglied der Veteranenkommission des Staates Pennsylvania. Zwischen 1952 und 1965 fungierte er als Vorsitzender der Einberufungsbehörde in Philadelphia (registration commission) und von 1957 bis 1967 war er Mitglied der Military Reservation Commission. Er starb am 11. März 1972 in Philadelphia.